# Pristimantis lindae
Espèce
Synonymes
- Eleutherodactylus lindae Duellman, 1978

Statut de conservation UICN

 LC  : Préoccupation mineure
Pristimantis lindae est une espèce d'amphibiens de la famille des Craugastoridae.

## Répartition
Cette espèce est endémique de la province de Paucartambo dans la région de Cuzco au Pérou. Elle se rencontre à Santa Isabel vers 1 700 m d'altitude dans la cordillère de Paucartambo.

## Description
La femelle holotype mesure 39,2 mm.

## Étymologie
Cette espèce est nommée en l'honneur de Linda Trueb.

## Publication originale
- Duellman, 1978 : New species of leptodactylid frogs of the genus Eleutherodactylus from the Cosnipata Valley, Peru. Proceedings of the Biological Society of Washington, vol. 91, no 2, p. 418-430 (texte intégral).